# Viktorijini slapovi
Viktorijini slapovi (eng. Victoria falls) ili Mosi-oa-Tunya (Dim koji grmi), slapovi su na rijeci Zambezi, na granici između Zambije i Zimbabvea. Među najvećim su i najspektakularnijim slapovima na svijetu. Slapove, koji su široki preko 1,5 km s padom od 128 metara, škotski istraživač David Livingstone, kao prvi zapadnjak koji je posjetio područje 1855., nazvao je po britanskoj kraljici Viktoriji. Nalaze se na teritoriji nacionalnih parkova Mosi-oa-Tunya National Park u Zambiji i Victoria falls National Park u Zimbabweu. Jedna su od najvećih turističkih atrakcija na jugu Afrike i upisani su na UNESCO-ov  popis mjesta svjetske baštine u Africi 1989. godine.

## Odlike
"Dim koji grmi" je naziv koji su Viktorijini slapovi dobili od lokalnih plemena jer se od njih 300 m uvis uzdiže izmaglica koja se može vidjeti s udaljenosti od 30 km. Ona nastaje prilikom prelijevanja rijeke Zambezi s bazaltne visoravni preko litice duge 1708 i duboke 110 m. Tijekom kišne sezone (veljača i ožujak) preko slapova protječe oko 10.000 m³/s i stvara se najveća vodena zavjesa na svijetu, dok je tijekom suša (kolovoz i rujan) to tek oko 170 m³/s. Ispod slapova, rijeka Zambezi nastavlja teći kroz nekoliko klanaca koji su usječeni u mekaniji vapnenački kamen. Oko slapova raste tropska kišna šuma, upravo zahvaljujući povećanoj vlažnosti od njezine izmaglice.
Uz sjevernu granicu slapova 1934. godine osnovan je Rezervat životinja Mosi-Oa-Tunya, površine 68,6 km², koji je 1972. godine postao nacionalnim parkom. U njemu obitava veliki broj velikih životinja.

## Povijest
Viktorijini slapovi su počeli nastajati prije oko 100.000 godina erozijom i pukotinama vapnenačkih stijena, dok je bazaltna visoravan ostala čvrstom. U njihovoj blizini pronađeni su ostaci kamenih alatki Homo habilisa, stari oko 3 milijuna godina, ali i oružje i oruđe ljudi iz kamenog doba (stari 10-2.000 godina).
Prvi narodi u području bili su narodi lovaca-sakupljača Khoisan i Tokaleya, koji je slapove nazivao Shongwe, te su ih kasnije narodi Ndebele nazivali aManz' a Thunqayo i Makololo Mosi-oa-Tunya. Svi nazivi prevode se kao "Dim koji grmi". Prvi Europljanin koji je posjetio slapove bio je David Livingstone, 17. studenog 1855., za vrijeme istraživačkog putovanja duž rijeke Zambezi od 1852. do 1856. godine. Livingstone se radi pomnijih istraživanja zajedno s istraživačem Johnom Kirkom vratio u područje 1860. god. Osim posjeta portugalskog istraživača Serpe Pinta, do izgradnje željeznice 1905. god., nije bilo daljnjih značajnih posjeta. 
Nakon što su Viktorijini slapovi postali svjetska baština, UNESCO je bio zabrinut idejama Zimbabvijske vlade o gradnji brane u njihovoj blizini kako bi se snaga slapova iskoristila za proizvodnju hidroelektrične energije. Brana u klancu Batoka bi nepovratno ugrozila jedinstvenu floru i faunu nedirnutih klanaca, ali i naštetila unosnom turizmu iznad i ispod slapova.

## Turizam
Prije dovršenja željezničkog mosta 1905. preko rijeke Zambezi, slapovi su bili rijetko posjećivani. Od 1855. do 1900. posjetilo ih je svega 48 Europljana. Bili su popularna atrakcija za vrijeme britanske kolonijalne vlasti i prvih godina nezavisnosti, ali krajem 1960-ih broj posjetitelja je opao radi lokalnih političkih prilika. 1980-ih ponovni porast broja posjetitelja djelomično je uvjetovan razvojem regije kao centra ekstremnih sportova. Do kraja 1990-ih, slapovi su bilježili 300.000 posjetitelja godišnje, te se očekuje daljni porast na milijun godišnje. Broj turista je tradicionalno veći sa strane Zimbabvea radi boljih infrastruktura u toj zemlji, ali od početka 2000-ih ponovo se bilježi pad broja posjetitelja radi političke nestabilnosti u Zimbabveu. Obje zemlje dozvoljavaju turistima prelaz granica s vizama kupljenim na samoj granici.
- Pogled iz zraka
- Slapovi 1972. god. za kišne sezone
- Viktorijini slapovi 2003. god.
- Kanjon rijeke Zambezi ispod slapova

## Vanjske poveznice
- zambiatourism.com/
- zimbabwetourism.co.zw   Arhivirana inačica izvorne stranice od 14. ožujka 2007. (Wayback Machine)
- earthobservatory.nasa.gov
- unesco.org
- 360travelguide.com   Arhivirana inačica izvorne stranice od 30. kolovoza 2009. (Wayback Machine)